# Dicranomyia amurensis
Dicranomyia amurensis là một loài ruồi trong họ Limoniidae. Chúng phân bố ở miền Cổ bắc.